# Рокетас-де-Мар
Рокетас-де-Мар (ісп. Roquetas de Mar) — муніципалітет в Іспанії, у складі автономної спільноти Андалусія, у провінції Альмерія. Населення — 106 510 осіб (2023).
Муніципалітет розташований на відстані близько 420 км на південь від Мадрида, 14 км на південний захід від Альмерії.
На території муніципалітету розташовані такі населені пункти: (дані про населення за 2010 рік)
- Агуадульсе: 14636 осіб
- Кампільйо-дель-Моро: 9372 особи
- Кортіхос-де-Марін: 2275 осіб
- Лас-Марінас: 3341 особа
- Ель-Парадор-де-лас-Ортічуелас: 8193 особи
- Рокетас-де-Мар: 43782 особи
- Урбанісасьйон-Рокетас-де-Мар: 3617 осіб
- Ель-Соланільйо: 592 особи

## Демографія
Динаміка населення (INE ):

## Відомі особистості
В поселенні народився:
- Сильвестр Едді Паскуаль Ісрафілов (* 1992) — азербайджанський футболіст.

## Галерея зображень

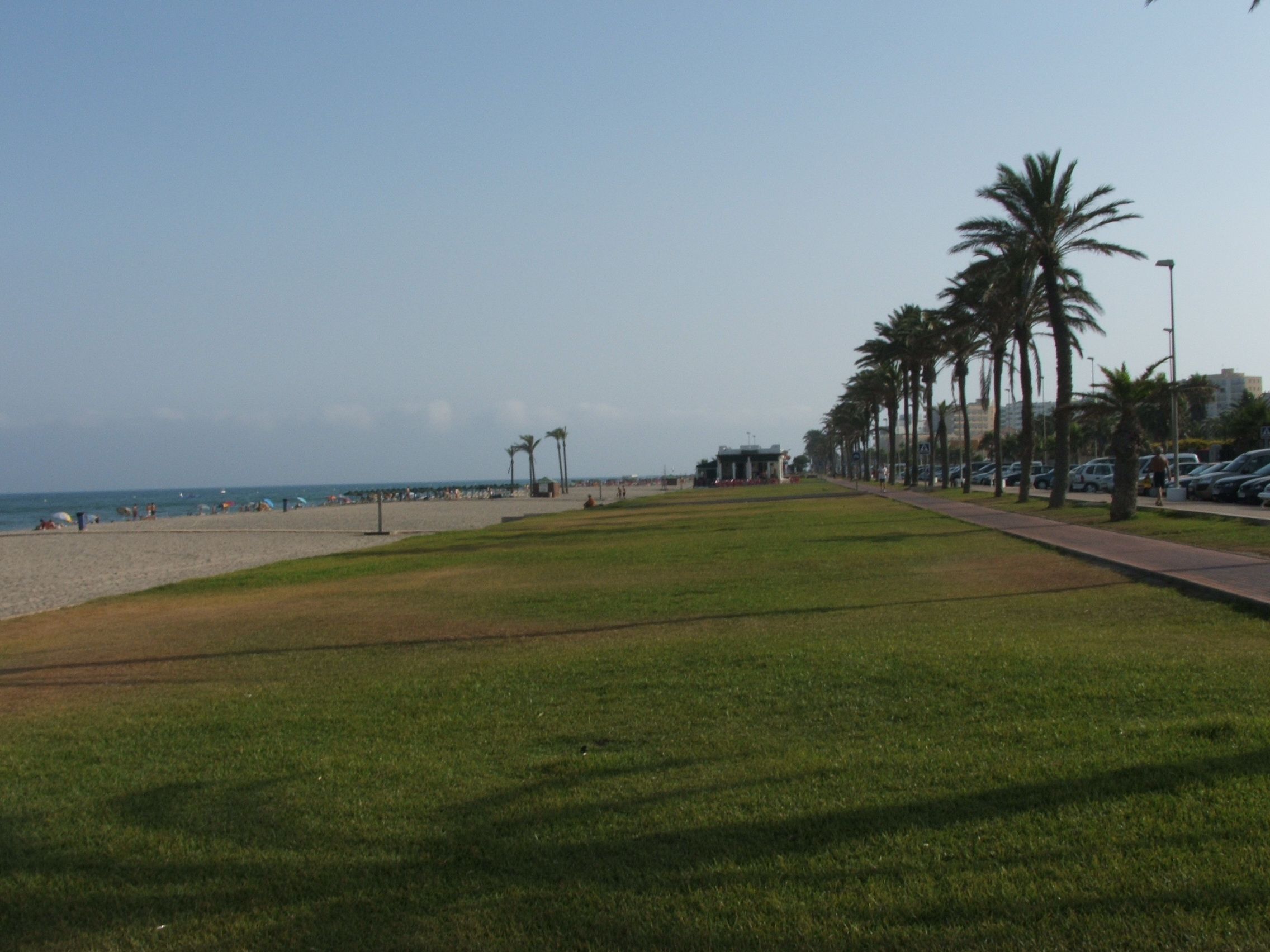
Рокетас-де-Мар, пляж